# محل استراحت
محل استراحت (انگلیسی: Resting Place) یک فیلم به کارگردانی جان کورتی است که در سال ۱۹۸۶ منتشر شد.

## بازیگران
- جان لیسگو
- مورگان فریمن
- سی.سی.اچ. پاوندر
- فرنسیس استرنهیگن
- جی. دی اسپاردین